# Siccia buettikeri
Siccia buettikeri is een vlinder uit de familie spinneruilen (Erebidae), onderfamilie beervlinders (Arctiinae). De wetenschappelijke naam van de soort is voor het eerst geldig gepubliceerd in 1988 door Wiltshire.
Deze nachtvlinder komt voor in tropisch Afrika.